# Els van Odijk
Els van Odijk (Wijk bij Duurstede, 1 april 1953 – Haarlem, 30 augustus 2023) was een Nederlandse kunsthistoricus en directeur van een kunstinstelling.
Van Odijk was eerst artistiek adviseur bij bedrijven. In 1987 kwam ze te werken voor de Rijksakademie van Beeldende Kunsten in Amsterdam, dan nog gevestigd aan Stadhouderskade 86. In de wervingscampagnes in 1987 en 1988 prijkte haar naam naast kunstenaars als Marlene Dumas, Jan Fabre, Jan Sierhuis en Narcisse Tordoir.
Ze klom, nadat de academie verhuisd was naar de Sarphatistraat 112, op tot ze assistent werd van directeur Janwillem Schöfer. Tussen 2010 en 2018 was ze zelf directeur van deze kunstacademie. Ze ondernam tijdens haar verblijf diverse initiatieven zoals "Stichting 110" (nieuwe ruimten), een rondtrekkende tentoonstelling in de Verenigde Staten, de "Rijksakademie Open" en legde de basis voor "Amsterdam Art". 
Op bestuurlijk vlak kreeg ze maken met de aanslag op docent aan de academie Rob Scholte (1994), bezuinigingen onder Halbe Zijlstra (Rutte I) leidend naar een organisatie/transformatie en een dreigende fusie met De Ateliers aan de Stadhouderskade. Nadat ze afscheid had genomen en Emily Pethick haar had opgevolgd, nam ze zich voor te gaan reizen en gaf ook als gastdocent les aan de Royal Academy of Art in Londen. In 2022 kreeg ze op een vermoedelijke zonnesteek de diagnose van een onbehandelbare hersentumor. Op 6 juni 2023 nam ze afscheid van collegae op een speciaal voor haar georganiseerde bijeenkomst in de academie.
Volgens haar LinkedIn-pagina studeerde ze kunstgeschiedenis aan de Universiteit Utrecht (1979-1985). Diezelfde pagina maakte melding van functies over de periode vanaf 2010 bij De Toneelschuur in Haarlem, De Gijselaar-Hintzenfonds, Van Bijlevelt Stichting, Stichting Jacqueline van Tongeren Fonds etc. Ze was officier in de Orde van Oranje-Nassau en kreeg in 2016 de AICA-oorkonde (Internationale Vereniging van Kunstcritici).